# محمية الكائنات الحية والفطرية
محمية الكائنات الحية والفطرية؛ تعتبر هذه المحمية من المعالم السياحية والبيئية في سلطنة عمان، وتقع في محافظة الوسطى بمنطقة وادي جعلوني التابعة لولاية هيماء والتي تبعد عنها قرابة 100كيلومتر باتجاه الشرق.
وقد أنشئت المحمية بموجب المرسوم السلطاني رقم (4/94)  والمعدل بالمرسوم السلطاني رقم (11/ 2007)  على مساحة (2824) كيلو مترًا مربعًا، تحت مسمى محمية «المهاة العربية» سابقًا والتي تم تغيير اسمها فيما بعد إلى محمية «الكائنات الحية والفطرية» وتتبع مكتب حفظ البيئة التابع لـ ديوان البلاط السلطاني، تم تغيير اسمها إلى " محمية المها العربية " في مارس 2023 بموجب المرسوم السلطاني 18/23.
والمحمية هي الأكبر من حيث المساحة بين المحميات الخمس التي يشرف على إدارتها مكتب حفظ البيئة والمحميات الخمس هي (محمية الكائنات الحية والفطرية بمحافظة الوسطى – محمية السرين الطبيعية – محمية رأس الشجر الطبيعية – محمية خور صلالة الطبيعية – ومحمية الخوير الطبيعية)  ،

## المساحة وأهم الكائنات في المحمية
وتبلغ مساحة محمية الكائنات الحية والفطرية بمحافظة الوسطى حوالي 2824 كيلو متراً مربعاً، كما أنها تعنى في المقام الأول بإعادة توطين حيوان المها العربية والحفاظ عليها، ويوجد فيها أنواع مختلفة من الحيوانات البرية كالغزال العربي وغزال الريم والوعل النوبي والثعلب الأحمر والوشق الصحراوي، وتتميز المحمية بتشكيلات جيولوجية وصخرية نادرة وغطاء نباتي صحراوي وأنشطة بشرية تعيش داخل حدود المحمية.

## مكتب حفظ البيئة
مكتب حفظ البيئة هي مؤسسة حكومية تتبع ديوان البلاط السلطاني. تم إنشائه في عام 1974م. ويشرف مكتب حفظ البيئة على مجموعة من المحميات الطبيعية والمشاريع البيئية الحيوية في سلطنة عمان 
وقد تم نقل تبعية مكتب حفظ البيئة من ديوان البلاط السلطاني إلى هيئة البيئة بموجب المرسوم السلطاني رقم 70/ 2021.

## أهم الحيوانات التي تعيش في المحمية
ويعتبر سهل «الجدة» المفتوح في حدود المحمية موطنًا للعديد من الحيوانات العشبية مثل المهاة العربية، والغزال العربي، والأرانب البرية، وإلى الشرق من سهل «الجدة» يقع جرف «الحقف» الذي يوفر الماء والمأوى للعديد من الحيوانات المفترسة في المحمية كالذئب العربي، والثعلب الأحمر، والوشق، والثعلب الرملي، والضبع المخطط، كما تعتبر المحمية أيضا موطنًا هامًا لحيوان الوعل العربي.
وتشير بعض الإحصائيات إلى وجود حوالي (21) نوعًا من الزواحف بالمحمية من ضمنها الضب المشوك، والورل، وعدة أنواع من الأفاعي كالأفعى المقرنة، والأفعى المقرنة الكاذبة ، والحية ذات القرنين، وعظاءة الورل، والسحالي ذات الذيل الشائك.
وتشهد المحمية أنواع الطيور المختلفة بسبب وقوعها على طرق الهجرة الرئيسية للطيور، وهنالك تحديدًا ثلاثين نوعا من الطيور توجد طوال العام بالمحمية، من بينها طائر «العداء» الذي يفضل أن يكون موجودًا بالأرض لخداع الحيوانات المفترسة من حوله ويقوم بالطيران فقط إذا تعذر اختفاءه عنها، وعندما يكون في الهواء يمكن رؤيته بكل وضوح بسبب أطراف أجنحته الزرقاء، أما طائر القطا فيقوم بتناول المياه بانتظام لذا يقوم بالطيران لمسافة 70 كيلومتر بحثا عن مصادر المياه، حيث يقوم ذكر القطا ذو التاج بحمل الماء إلى صغاره في رياشه البطنية.
وبالإضافة إلى هذه الطيور التي تعيش في المحية على مدار السنة، فهناك الطيور المهاجرة التي تمر على المحمية خلال الفصول المختلفة، ومثال ذلك طائر الشقراق الأوروبي الذي يمر بالمحية في فصل الربيع، ثم يعود إلى الجنوب في فصل الخريف، وتوجد أيضاً بعض الطيور التي تزور المحمية بعد هطول الأمطار مثل طائر النحام الكبير والزقزاق الإنجليزي.

## الحياة الفطرية والنباتية
وتشير الدراسات الميدانية إلى وجود (189) نوعًا من النباتات البرية في المحمية منها (12) نوعًا من الأنواع المحلية مثل شجرة الغاف والسمر والضجع والغضف، ويشكل الغطاء النباتي أهمية كبيرة للحياة الفطرية، حيث يوفر الغذاء والملاذ الآمن ومصدر للمياه للكائنات الحية الأخرى التي تعيش في المحمية من خلال قطرات الندى التي تتكثف على أوراق بعض النباتات أثناء تكوّن الضباب

## محمية المها العربية
تقع محمية المهاة العربية (الاسم السابق لمحمية الكائنات الحية والفطرية والذي تم تغييره مؤخراً بموجب المرسوم السلطاني رقم(18/2023) إلى محمية المها العربية، بين الصحراء الوسطى والجبال الساحلية وهي مناطق جغرافية حيوية في سلطنة عمان، حيث أن الضباب الموسمي وقطرات الندى تلعب دوراً في تشكيل بيئة الصحراء وتسمح بنمو بعض النباتات المستوطنة، وهي التي كان يتغذى عليها المهاة العربية في البرية حتى عام 1972 وكذلك عند إعادة تدشينه عام 1982.
تعد المحمية الطبيعية، موطناً للكثير من أنواع الحياة الفطرية، بما فيها المهاة العربية (Oryx Leucoryx) التي أعيدت إلى موطنها الطبيعي في عام 1982، وقد أعلنت كأول محمية طبيعية في السلطنة، بتاريخ 18/1/1994 بموجب المرسوم السلطاني السامي رقم4/94، إضافة إلى اختيار اليونسكو لها في عام 1994م، لتصبح ضمن مواقع التراث الطبيعي العالمي. وقد حظي برنامج إعادة توطين المهاة برعاية شخصية من السلطان قابوس بن سعيد، الذي قرر في عام 1974 إعادة المهاة العربية إلى موطنها الأصلي. وفي عام 1980م، وصلت المجموعة الأولى من الحيوانات إلى السلطنة، وبعدها بعامين، تم إطلاق أول قطيع من المهاة، حيث جرى إكثارها في الأسر، لترتع بحرية تامة، في بيئاتها الطبيعية، بعد عشر سنوات انقضت على إبادتها من البراري.
أصبحت المحمية أول موقع تشطبه منظمة الامم المتحدة للتربية والعلوم والثقافة (اليونيسكو) من قائمتها للتراث العالمي، بعد قرار الحكومة خفض مساحة المحمية بنسبة 90 في المائة وبسبب أعمال الصيد غير المشروعة وتدهور البيئة التي تعيش فيها المهاة.

## مواضيع متعلقة
- مواقع التراث العالمي
- قائمة مواقع التراث العالمي في آسيا
- مواقع التراث العالمي السابقة
- محميات عمان الطبيعية
- محمية الأزرق
- محمية الموجب
- محمية الشومري
- محمية راس محمد الطبيعية
- محمية جبل طارق
- محمية عجلون
- محميات طبيعية في مصر
- محمية سبخة الجبول

## وصلات خارجية
- محمية المهاة العربية من موقع وزارة الإعلام العمانية